# 노엘 클라크
노엘 앤서니 클라크(영어: Noel Anthony Clarke, 1975년 12월 6일 ~ )는 잉글랜드의 배우 및 영화 감독이다. 드라마 《닥터 후》에서 미키 스미스 배역을 맡았다. 영화 감독, 각본가로서도 활발하게 활동하고 있다.

## 출연 작품
- 와일드 시티 (2019)
- 10 바이 10 (2018)
- 송버드 (2018)
- 뮤트 (2018)
- 아이 킬 자이언츠 (2017)
- 더 해빗 오브 뷰티 (2016)
- 브라더후드 (2016)
- 아이 엠 솔져 (2014)
- 아노말리:타임 게이트 (2014)
- 세이빙 산타 (2013)
- 스타트렉 다크니스 (2013)
- 패스트 걸스 (2012)
- 결혼 특급대작전 (2012)
- 왓 이프 (2012)
- 에일리언 인베이젼 (2012)
- 휴즈 (2010)
- 4.3.2.1 (2010)
- 섹스 앤 드러그 앤 로큰롤 (2010)
- 센츄리온 (2010)
- 하트리스 (2009)
- 독하우스 (2009)
- 어덜트후드 (2008)
- 키덜트후드 (2006)
- 닥터 후 시즌2 (2006)
- 닥터 후 시즌1 (2005)
- 죽어서야 잠들 것이다 (2003)
- 캐주얼티 (1986)